# وارنت
وارنت(به انگلیسی: Warrant)، یک گروه متال آمریکایی است که در سال ۱۹۸۴ در هالیوود، لس آنجلس، کالیفرنیا تشکیل شد .این گروه تا سال ۱۹۹۶ موفق به فروش بین‌المللی بیش از ۱۰ میلیون نسخه از آلبوم های خود شده است.
پس از آلبوم طلایی که مورد تحسین منتقدان قرار گرفت. گروه همچنین با انتشار آلبوم Belly to Belly با زمینه ای تأثیر پذیرفته از گرانج در سال ۱۹۹۶ مسیر موسیقی خود را تغییر داد، اما در پایان دهه خیلی سریع به ریشه‌های خود بازگشتند. در سال ۲۰۱۱، جانی لین، خواننده اصلی گروه بر اثر مسمومیت با الکل درگذشت.
از سال ۲۰۲۲، گروه همچنان در حال ضبط آهنگ و برگزاری کنسرت با رابرت میسن، خواننده پیشین لینچ موب می‌باشد.

## تاریخچه شکل‌گیری

### سالهای اولیه (۱۹۸۴–۱۹۸۷)
وارنت در سال ۱۹۸۴ توسط مکس اشر درامر که در دوران دبیرستان نیز نام گروه را بر عهده داشت، تشکیل شد. علاوه بر اشر، ترکیب اصلی شامل آدام شور، خواننده اصلی، جاش لوئیس و اریک ترنر، نوازنده گیتار و کریس وینسنت، نوازنده بیس بود که آخرین آنها به سرعت توسط جری دیکسون جایگزین شد. این گروه از ابتدا شاهد تغییرات بسیاری در اعضا بوده‌است. در سپتامبر ۱۹۸۶، شور و اشر برای ایجاد گروه Hot Wheelz از گروه جدا شدند. بعداً در همان ماه، اریک ترنر در یک کنسرت مشغول تماشای گروهی به نام پلین جین بود که به یکی از اعضای ثابت کلوپ لس آنجلس تبدیل شده بود، و تحت تأثیر ترانه‌سرایی و اجرای آواز گروه، از جنی لین خواننده اصلی و استیون سویت درامر دعوت کرد. لین و سویت، همراه با گیتاریست جویی آلن که جایگزین لوئیس شد، در سال ۱۹۸۷ ترکیب اصلاح شده را تکمیل کردند. جذب لین در آینده گروه بسیار مهم بود و خواننده به سرعت نقش ترانه‌سرا را بر عهده گرفت.
پس از دستیابی به شهرت در صحنه باشگاه لس آنجلس، گروه در سپتامبر ۱۹۸۷ یک نوار دمو برای Paisley Park Records، یک شرکت ضبط متعلق به پرنس، خواننده و ترانه‌سرای آمریکایی، ضبط کرد. با توجه شرکت‌های بزرگ و پس از ضبط آهنگ‌های A&M Records، گروه موسیقی متن فیلم ماجراجویی بسیار عالی بیل و تد را نیز به عهده گرفت.

### اوج محبوبیت (۱۹۸۸–۱۹۹۳)
در ژانویه ۱۹۸۸، وارانت با کلمبیا رکوردز قراردادی بست و در آوریل آنها شروع به ضبط اولین آلبوم خود با نام Dirty Rotten Filthy Stinking Rich کردند. این آلبوم در ۳۱ ژانویه ۱۹۸۹ منتشر شد و با موفقیت قابل توجهی در رتبه ۱۰ جدول بیلبورد ۲۰۰ قرار گرفت. این آلبوم چهار تک‌آهنگ موفق را در جداول ایالات متحده داشت. از نظر تصویری، وارنت سریعاً به یک موفقیت بزرگ تبدیل شد و دقیقاً در ترند گروه‌های هارد راک با موهای بلند و چرم پوش قرار گرفت و موزیک ویدیوهای آنها بیشتر تعیین‌کننده ظاهر آنها بود. گروه با پال استنلی، پویزن، ماتلی کرو، کوئینزرایک، سیندرلا و کینگدام بیا، در کنار پوشش فراوان ام‌تی‌وی، تور برگزار کرد.
این گروه چندین بار در مجله Screamer منتشر شد تا اینکه سرانجام جلد شماره ژوئن ۱۹۸۹ خود را دریافت کرد.
اولین آلبوم ویدیویی وارنت، Warrant: Live – Dirty Rotten Filthy Stinking Rich در سال ۱۹۹۰بر روی VHS و لیزردیسک منتشر شد که در آن گروه در کنسرت اجرا می‌کرد. این ویدئو واجد دریافت گواهی پلاتین شد.
موفقیت گروه با آلبوم دوم مورد انتظار Cherry Pie در سال ۱۹۹۰ شتاب بیشتری گرفت. آهنگ عنوان آلبوم به عنوان اولین تک آهنگ منتشر شد و بلافاصله خود را به ۱۰ رتبه برتر در جدول تک آهنگ‌های آمریکا رساند. در ویدیوی این آهنگ، بابی براون، بازیگر و مدل، که لین بعدها با او ازدواج کرد، حضور داشت.
این آلبوم در جدول شماره ۷ بیلبورد 200 قرار گرفت و شامل حضور میهمانان سی سی دی ویل از پویسون ، برونو راول و استیو وست از گروه دنجر دنجر و فیونا بود. این آلبوم که تک‌آهنگ‌های موفق «پای گیلاس» (ویژه در گیتار هیرو ۲)، «کلبه عمو تام» (معرفی آکوستیک توسط اریک اسوالد – برادر جانی)، «ایمان کور» و «من خون را دیدم» را تولید کرد. همچنین در ایالات متحده وارد ده شماره برتر شد و سه میلیون نسخه فروخت.
انتشار "Cherry Pie" با یک تور جهانی با گروه پویزن دنبال شد که در ژانویه ۱۹۹۱ پس از درگیری بین دو گروه بر سر اتاق صحنه به پایان رسید. تور اروپایی گروه با دیوید لی راث پس از شکستن چندین دنده لین در یک شیرجه رفتن روی صحنه در بیرمنگام انگلستان زودتر از موعد به پایان رسید. وارنت به زودی به تور بازگشت، و در تور «خون، عرق و آبجو» که توسط گروه‌های FireHouse و Trixter پشتیبانی می‌شود، در آمریکا تیتراژ شد.
این گروه دومین آلبوم ویدیویی خود را پای گیلاس: با کیفیتی که می‌توانی چشید در سال ۱۹۹۱ منتشر کرد. این ویدیو شامل مصاحبه‌های پشت صحنه، کلیپ‌های کنسرت از جمله پیش‌نمایش آلبوم بعدی گروه و همه موزیک ویدیوهای Cherry Pie است.
در سال ۱۹۹۲، وارنت سومین آلبوم خود را با نام Dog Eat Dog منتشر کرد. این رکورد در مقایسه با دو آلبوم اول تنها موفقیت تجاری متوسطی به دست آورد، اما همچنان بیش از ۵۰۰۰۰۰ نسخه فروخت و به گواهی طلا دست یافت و به رتبه ۲۵ در جداول ایالات متحده قرار گرفت. در حالی که این رکورد در آمریکا از فروش ضعیفی برخوردار بود، همچنان به عنوان قوی‌ترین رکورد وارنت و مورد علاقه بسیاری از طرفداران آنها محسوب می‌شد.
وارنت همچنین دو قطعه را برای فیلم گلادیاتور در نسخه‌ای از سرود کوئین " ما تو را به جنب‌وجوش می‌اندازیم " و "The Power" ری مستر کرد.

### زمان تغییر (۱۹۹۴–۱۹۹۹)
مشخصه دهه ۱۹۹۰ تغییرات مکرر در ترکیب گروه بود. پس از تور جهانی Dog Eat Dog, Lane به‌طور موقت گروه را ترک کرد تا به صورت انفرادی شروع کند و پس از ورود گرانج و مرگ تام هالت، مدیر قدیمی وارنت، گروه توسط کلمبیا کنار گذاشته شد. در سپتامبر ۱۹۹۳، لین به گروه بازگشت و یک تور کوتاه باشگاهی در ایالات متحده آغاز شد. در می ۱۹۹۴، آلن وارنت را ترک کرد و در ماه بعد توسط سویت درامر دنبال شد. در نوامبر ۱۹۹۴، ریک استایر، عضو سابق کینگ‌دام کام، جایگزین آلن در گیتار شد و یکی دیگر از فارغ التحصیلان کینگ‌دام کام ، جیمز کوتاک، جایگزین سویت در درامز شد. مدت کوتاهی پس از آن، قرارداد جدیدی با تام لیپسکی از سی ام سی رکوردز در سپتامبر ۱۹۹۴ امضا شد. در همان زمان یک قرارداد ژاپنی با Pony Canyon Records بسته شد.
چهارمین آلبوم گروه به نام Ultraphobic در مارس ۱۹۹۵ منتشر شد و اگرچه مورد تحسین منتقدان قرار گرفت، اما به موفقیت آلبوم‌های قبلی خود نرسید. آلبوم جدید وارنت شاهد پدیده گرانج را با رکوردی که آشکارا به تأثیر سیاتل اعتراف کرده بود، تصدیق کرد، اگرچه هنوز یک پیشرفت طبیعی از سگ‌های سخت‌گیر Dog Eat Dog بود.
The Best Of Warrant، اولین آلبوم تلفیقی گروه بود که در سال ۱۹۹۶ منتشر شد که زمان‌بندی و فروش خوبی داشت و تمام آهنگ‌های آلبوم‌های قبلی را شامل می‌شد.
پنجمین آلبوم استودیویی گروه را به نام گرانج از شکم تا شکم در اکتبر ۱۹۹۶ منتشر کرد. این رکورد از زیبایی‌های راک ملودیک آثار قبلی صرف نظر کرد. این رکورد توسط گیتاریست Steier به عنوان یک «آلبوم مفهومی» توصیف شد که از یک خط داستانی در مورد شهرت، ثروت و بررسی سیستم ارزشی یک فرد پس از محو شدن کانون توجه می‌پردازد.
اولین مجموعه زنده گروه تحت عنوان Warrant Live 86-97 را در ژوئیه ۱۹۹۷ منتشر کرد. در ۲۲ نوامبر ۱۹۹۶ در تئاتر کنسرت هارپوس، دیترویت، میشیگان به صورت زنده ضبط شد. وارانت در سال ۱۹۹۷ توری را برای آلیس کوپر در آمریکا برگزار کرد و در کنار همتایان خود، داکن و اسلتر برگزار شد. در اکتبر ۱۹۹۷، بورگ گروه را ترک کرد و برای مدت کوتاهی ویکی فاکس، جایگزین او شد. این گروه در سال ۱۹۹۸ در تور Rock Never Stops Tour حضور داشت. در سال 1999 Warrant آلبوم Greatest &amp; Latest را منتشر کرد که شامل نسخه‌های جدید ضبط شده از برخی آهنگ‌های کلاسیک و سه قطعه جدید بود.

### برگ‌های لین، آلبوم‌های انفرادی، خواننده جدید (۲۰۰۰–۲۰۰۷)
استایر گیتاریست گروه و دنی واگنر نوازنده کیبورد در ژانویه ۲۰۰۰ گروه را ترک کردند. کری کلی جایگزین استایر در گیتار به عنوان یک عضو تور شد. در آگوست ۲۰۰۰، کلی با اسلشز اسنیک پیت تور برگزار کرد.
لین اولین آلبوم انفرادی رسمی خود را با نام Back Down to One در سال ۲۰۰۲ از طریق Z Records منتشر کرد. سبک آن «پاور پاپ» بود. مدت کوتاهی پس از انتشار آلبوم، لین به دلیل خستگی ناشی از الکل و مواد مخدر در یک مرکز توانبخشی بستری شد.
گروه دوباره در سال ۲۰۰۳ در تور راک هرگز متوقف نمی‌شود و در آوریل ۲۰۰۳، وارانت جایگزین درامر فاسانو با Kevan Phares شد.
پس از بازتوانی، لین رسماً در ژانویه ۲۰۰۴ از Warrant خارج شد. پس از چند بار حضور در مجموعه‌های ادای احترام، لین تلاش کرد تا نسخه خودش از Warrant را دوباره راه‌اندازی کند که با اقدام قانونی از سوی هم گروه‌های سابقش متوقف می‌شد.
مایک فاسانو در اوایل سال ۲۰۰۴ برای مدت کوتاهی به گروه، قبل از پیوستن استیون سویت، دوباره به گروه برگشت. جویی آلن نیز در فوریه ۲۰۰۴ دوباره به آن ملحق شد و لین با خواننده سابق Black N' Blue Jaime St. James جایگزین شد.
وارنت هفتمین آلبوم استودیویی خود را با عنوان Born Again در ۴ فوریه ۲۰۰۶ با تهیه کنندگی پت ریگان منتشر کرد که قبلاً با گروه‌هایی نظیر دیپ پرپل، Mr. Big همکاری کرده بود.

### ترکیب اصلی (۲۰۰۸)
در ژانویه ۲۰۰۸، آژانس ویلیام موریس، نماینده گروه عکس، جدیدی از گروه با برجسته بودن لین منتشر کرد و بازگشت او به گروه را به مناسبت ۲۰ سالگی گروه تأیید کرد. این نسخه از گروه قرار بود در Rocklahoma 2008 اجرا شود. در مارس ۲۰۰۸، وارنت در وب‌سایت رسمی خود اعلام کرد که با سیندرلا در یک تور تابستانی پس از Rocklahoma 2008 تیتر یک خواهد شد. در نهایت، این تور پس از خونریزی تار صوتی چپ تام کیفر، خواننده سیندرلا، لغو شد این حادثه باعث شد تا کیفر از خواندن باز بماند.
در ۵ سپتامبر ۲۰۰۸، جانی لین گروه را ترک کرد و رابرت میسون (Lynch Mob سابق) آواز را بر عهده گرفت. بیانیه ای از گروه، در وبگاه بلبرموث منتشر کرد:
| « | با نهایت تاسف باید اعلام کنیم که جانی لین دیگر در وارنت نخواهد بود. از آغاز گفتگوهای اتحاد مجدد تا آخرین نت آخرین نمایش با هم در هیوستون در آخر هفته گذشته (در ۳۱ آگوست در جشنواره Rock the Bayou)، ما چیزی جز نیت خوبی برای ارائه یک نمایش با کیفیت اصلی وارنت برای دوستان و طرفداران خود نداشتیم. برای جانی چیزی جز بهترین‌ها آرزو نمی‌کنیم و دوستان باقی می‌مانند. ما بسیار هیجان زده هستیم که صدایی باورنکردنی در رابرت میسون (Lynch Mob) پیدا کرده‌ایم. ما سه تاریخ تأیید شده داریم، بیرون بیایید و خودتان قضاوت کنید… ما فکر نمی‌کنیم که ناامید شوید! | » |

در ۱۰ سپتامبر، راک ریتا وایلد در گزارشی تأیید کرد که جنی لین به دلیل اختلاف در نوشتن آهنگ از وارنت خارج شده‌است، اما جزئیات بیشتری در مورد جایگزین‌ها یا آینده گروه ارائه نکرد. میسون در نهایت موافقت کرد که نه تنها تور را تمام کند، بلکه به عضویت دائمی گروه نیز درآید.

### پست جنی لین (۲۰۰۹–۲۰۱۱)
در ۲۷ ژانویه ۲۰۱۱، آلن اعلام کرد که بیس و درام برای چهارده آهنگ آلبوم بعدی وارنت تکمیل شده‌است و قطعات گیتار ریتم برای هفت قطعه نیز تکمیل شده‌است.
انتشار آلبوم جدید با عنوان Rockaholic در ۱۳ می ۲۰۱۱ در اروپا و ۱۷ می ۲۰۱۱ در آمریکای شمالی توسط Frontiers Records تأیید شد. متعاقباً در جدول آلبوم‌های هارد راک برتر بیلبورد به رتبه ۲۲ رسید. این آلبوم دارای دو موزیک ویدیوی جدید برای تک‌آهنگ‌های: «زندگی یک آهنگ است» و «خانه» است.

### مرگ جانی لین (۲۰۱۱)
لین بعد از ظهر در یک هتل Comfort Inn در بلوار ۲۰۱۰۰ ونتورا در وودلند هیلز، کالیفرنیا. بر اثر مسمومیت حاد با الکل درگذشت. عصر پنجشنبه، ۱۱ آگوست ۲۰۱۱، اداره پلیس لس آنجلس اعلام کرد که جسد جانی لین، ۴۷ ساله، پیدا شده‌است.
یک کنسرت یادبود عمومی برای جانی لین - با اجرای گروه‌های متال راک همکار، از جمله گریت وایت، اسلمین گلدیس، کوییت ریوت و لس آنجلس - در روز دوشنبه، ۲۹ اوت ۲۰۱۱، در کلاب کی در هالیوود، کالیفرنیا برگزار شد. .

### رویدادهای اخیر (۲۰۱۲–اکنون)
در سال ۲۰۱۶، آلن گیتاریست وارنت اعلام کرد که گروه قصد دارد در پاییز وارد یک استودیوی ضبط (احتمالاً در نشویل یا لس آنجلس) صدا شود تا آهنگ Rockaholic را در سال ۲۰۱۱ دنبال کند. گروه در حال حاضر ۹ آهنگ جدید به‌طور کامل دمو و ۲۰ ایده دیگر "floating around" داشت.
در ۱۲ می ۲۰۱۷، وارنت نهمین آلبوم استودیویی خود را با نام Louder Harder Faster منتشر کرد. این آلبوم شامل بازسازی آهنگ کلاسیک مرل هگارد " من فکر می‌کنم فقط اینجا بمانم و بنوشم " به عنوان اولین تک آهنگ و "سرود پارتی" جدید "گاو سواران حرفه ای" است. این آلبوم در جدول آلبوم‌های مستقل برتر بیلبورد در رتبه ۱۹ قرار گرفت.

## اعضای گروه

### اعضای کنونی
- اریک ترنر – گیتار ریتم، همخوان، گیتار آکوستیک، سازدهنی (1984–اکنون) توجه: اریک ترنر برای دوره‌هایی در طول سال‌های ۱۹۹۷–۱۹۹۸ و می ۲۰۰۳ در وارنت حضور نداشت.
- جری دیکسون – باس، همخوان (1984–اکنون)
- استیون سویت – درامز، سازهای کوبه ای، همخوان، سازدهنی (1986–94، ۲۰۰۴–اکنون)
- جوی آلن – گیتار اصلی، همخوان، گیتار آکوستیک، بانجو، سازدهنی، تاک باکس (1987–94، ۲۰۰۴–اکنون)
- رابرت میسون - خواننده اصلی، گیتار ریتم آکوستیک و الکتریک[۳۱] (2008–اکنون)

## ترانه‌شناسی

### آلبوم‌های استودیویی
- درتی راتن فیفتی استینکینگ ریچ (۱۹۸۹)
- پای گیلاس (۱۹۹۰)
- سگ خوردن سگ (۱۹۹۲)
- فرافوبیک (۱۹۹۵)
- شکم به شکم (۱۹۹۶)
- تحت نفوذ (۲۰۰۱)
- متولد دوباره (۲۰۰۶)
- راکاهولیک (۲۰۱۱)
- بلندتر سخت‌تر سریعتر (۲۰۱۷)